# 川上倫子
川上倫子（日语：／ Kawakami Tomoko，1970年4月25日—2011年6月9日），日本女性配音員。出身於東京都。自以配音員出道後隸屬於Production BAOBAB。身高155cm。O型血。
桐朋學園大學短期大學部藝術學科演劇專攻（25期）畢業。
自2008年8月16日因病住進醫院後進入長期休養的狀態，2011年6月9日因卵巢癌病逝，享年41歲。

## 演出
粗體字表示主要角色。

### 電視動畫

#### 1999年或之前
1994年
- 美少女戰鬥隊（男孩子、星狼組）

1995年
- 夢幻遊戲（張宿）

1996年
- VS騎士檸檬汽水&40炎（小號、少女）
- 妖精狩獵者（安妮特、愛米莉）
- 奧運高手（女子生徒2、女子部員A、女子部員2）
- 機動新世紀鋼彈X（年輕女子）
- 機動戰艦（ウエムラ・エリ、アイちゃん）
- 魔法少女砂沙美（灰田木之葉）

1997年
- 妖精狩獵者Ⅱ（安妮特）
- 少女革命歐蒂娜（天上歐蒂娜）
- 大運動會（克莉絲·克斯多夫）
- 神奇寶貝（アヤメ）

1998年
- 快傑蒸汽偵探團 TV ANIMATION SERIES（利貝爾）
- 庫洛魔法使（佐佐木利佳）
- （教練）
- 櫻桃小丸子（高中生）
- 小豬萬萬歲（ピザ少女）
- 炸彈人 彈珠人爆外傳（囡囡）

1999年
- 鋼鐵天使（吉祥寺榮子）
- 格鬥小霸王（粉紅）
- 天使不設防!（諾艾爾）
- POWER STONE（あやめ）
- 魔術師歐菲 Revenge（莉可莉斯）

#### 2000年或之後
2000年
- 學校怪談（宮之下 五月）
- 麻辣教師GTO（星野めぐみ）
- 哆啦A夢（野比玉子（少女期））
- NieA 7（嘉娜）
- 暗之末裔（音無上總）
- 六門天外（フェアリー）

2001年
- 棋魂（進藤光）
- 天使領域（藤崎圓香）
- 人造人009（第3作）（シンシア）
- 通靈王（畢莉卡）
- 小小雪精靈（糖糖）
- 第一神拳（森田クミコ）
- 神奇寶貝（タカミ）
- 魔法戰士李維（密蕾兒）

2002年
- 我們這一家（蛋糕店店員）
- Kanon（第1作）（倉田佐祐理）
- 通靈王（ミイネ・モンゴメリ、畢莉卡）
- 週刊神奇寶貝放送局（アヤメ）
- 十二國記（蘭玉）
- 東京喵喵（上村綾乃）
- 鋼琴物語（松原優希）
- 呢間學校有古怪（リディー、カボ）
- 洛克人exe axess（布萊德公主）
- （夏美）

2003年
- 偵探學園Q（鳴澤數馬、便利商店店員）
- 聖槍修女（羅賽朵‧克里斯多福／瑪莉‧瑪德蓮娜）
- 妮嘉尋親記（史蒂芬）
- 高機動幻想（新井木勇美）
- 最遊記RELOAD（李厘）
- 神魂合體（露娜）* 灌籃少年（川崎雪子）
- Di Gi Charat Nyo（華麗田さん、ちびあかり）
- 成惠的世界（天堂蘭）
- 鋼之鍊金術師（卡亞盧）
- 神奇寶貝超世代（カズチ）
- 蒲公英之戀（小奈美）
- 魔法咪路咪路（若葉）

2004年
- 詩∽片（多岐川皋月）
- 妖精的旋律（真理子（35號））
- Keroro軍曹（日向冬樹、冬吉）
- 最遊記RELOAD GUNLOCK（李厘）
- 老師的時間（小林茜）
- 抓鬼天狗幫（妖狐）
- 遙遠時空～八葉抄～（元宮茜）
- 妄想代理人（女主角）
- 棋靈王～邁向北斗盃之路～（進藤光）

2005年
- 極樂天師（生稻雛美）
- ARIA The ANIMATION（雅典娜・葛絡俐）
- 植木的法則（森愛）
- AIR（神尾觀鈴）
- 新宇宙飛龍（露露）
- 蠟筆小新（小池えり子、南櫻井老師）
- 甲蟲王者 森林居民的傳說（アイリス、フラウ）
- 極上生徒會（辛蒂·真鍋）
- 地獄少女（黒田亞矢）
- JINKI:EXTEND（エルニィ立花）
- 創聖機械天使（双翅）
- 聖魔之血（愛麗絲·沃茲瑪雅）
- BLEACH（碎蜂 ）
- 日式麵包王（アン王女）
- 青檸色之戰奇譚X CROSS（リネン）
- 洛克人exe Stream（布萊德公主）
- ONE PIECE（アマンダ）

2006年
- 我們這一家（店員A）
- 極樂天師 喝!!（生稻雛美）
- ARIA The NATURAL（雅典娜·葛絡俐）
- 櫻蘭高校男公關部（吳竹）
- 學園天堂 BOY'S LOVE HYPER!（海野聰）
- Kanon（第2作）（倉田佐祐理）
- 捉猴啦~On Air~（夏美）
- 捉猴啦~On Air~2nd（夏美）
- 史上最強弟子兼一（風林寺美羽）
- 神奇寶貝鑽石&珍珠（百安、神奇寶貝圖鑑、小光的捲捲耳 等）
- ×××HOLiC（少年）
- 蟲師
- 鍊金三級魔法少女（露露）
- 洛克人exe BEAST（布萊德公主）

2007年
- 風之少女艾蜜莉（艾蜜莉‧柏德‧史塔爾）
- CLANNAD（少女）
- 麵包超人（
- DARKER THAN BLACK -黑之契約者-（琥珀）
- 交響情人夢（艾莉莎、普莉琳）
- BLUE DROP ～天使達の戱曲～（カサゴル）
- MOONLIGHT MILE 2ndシーズン -Touch down-（マギー・ヒラオカ、たっくん）
- 名偵探柯南（立松浩）
- 遙遠時空3～紅之月～（春日望美）
- 灣岸競速（平本惠）

2008年
- 我們這一家（電視的人聲）
- ARIA The ORIGINATION（雅典娜・葛絡俐）
- CLANNAD ～AFTER STORY～（少女）
- 鬼太郎（第5作）（妖女ゴーゴン）
- 隱王（伏田昴）
- Battle Spirits 少年突破馬神（媽媽/馬神速美）
- 魔人偵探腦嚙涅羅（池田蘭子）

2009年
- DARKER THAN BLACK -流星的雙子-（琥珀）

2010年
- 交響情人夢 最終篇（艾莉莎、普莉琳）（遺作）
- 遙遠時空3 永無止境的命運（春日望美）

### 電影動畫
- 劇場版 遙遠時空 舞一夜 （元宮茜）
- 超劇場版Keroro軍曹系列（日向冬樹）
  - 超劇場版Keroro軍曹
  - 超劇場版Keroro軍曹2-深海的公主
  - 超劇場版Keroro軍曹3-Keroro對Keroro 天空大決戰

1999年
- 少女革命歐蒂娜：思春期默示錄（天上歐蒂娜）

2005年
- 劇場版 AIR（神尾觀鈴）

2015年
- ARIA The AVVENIRE（雅典娜·葛絡俐[10]）※工作人員表特別記載。

### OVA
- 遙遠時空～紫陽花物語～（元宮茜）
- 遙遠時空2～白龍的神子～（高倉花梨）
- 夫妻成長日記（小野田優良）
- ARIA The OVA ～ARIETTA～（雅典娜・葛絡俐）
- 大運動會（克莉絲·克斯多夫）
- 3D動畫「技之旅人」（凱洛特）（2011年最終遺作）

2004年
- 小魔女DoReMi 童年秘密篇（元氣）

2005年
- 妹妹戀人（楠友華、犬賴）

### 網路動畫
- 幕末機關說（2006年，皇后）
- 亡念之扎姆德（2008年，設樂）

### 遊戲
- SD GUNDAM G世代系列 - 吉姬·安塔露茜婭、瑞秋·蘭塞姆
- 戰國BASARA（いつき）
- 命運傳奇2（娜娜莉・富雷基）
- 遙遠時空系列
  - 遙遠時空（元宮茜）
  - 遙遠時空2（高倉花梨）
  - 遙遠時空3（春日望美）
  - 遙遠時空4（葦原千尋）
  - 遙遠時空 夢浮橋（元宮茜、高倉花梨、春日望美）
- ARIA The NATURAL～遙遠記憶之幻象～（雅典娜・葛絡俐）
- 心跳回憶 Girl's Side（藤井奈津實）
- 夢幻模擬戰V（クラレット）
- 格鬥天王２００１～２００２ＵＭ（李梅（李珍珠））
- VIPER F40（ライカ）
- VIPER CTR（美樹）
- Kanon（倉田佐祐理）
- ONE～光辉的季节～（廣瀨真希）
- AIR（神尾觀鈴）
- Never7 -the end of infinity（川島優夏）
- 戀愛物語2（菲爾絲·布蘭登）

1998年
- 少女革命歐蒂娜 ～總有一天革命的故事～（天上歐蒂娜）

### 外語配音

#### 電影
- 逃出魔幻紀（茱迪·夏波德〈克斯汀·鄧斯特〉）※DVD新錄製版。
- 大地英豪（愛莉絲·門羅〈喬迪·梅〉）※富士電視台版。

### 廣播劇CD
- 空之境界（兩儀織）
- GOSICK（艾薇兒·布萊德利）

### 電台節目
- 川上倫子的兔的長垂耳

## 腳註

## 外部連結
- （網路廣播電台＜音泉＞） （页面存档备份，存于） （日語）
- 川上倫子｜Production BAOBAB，存于 （日語）